# 마크 싱겔
마크 스티븐 싱겔(Mark Stephen Singel, 1953년 9월 12일 ~ )는 미국의 정치인이다.

## 학력
- 펜실베이니아 주립 대학교 인문사회 학사

## 경력
- 1981.01 ~ 1987.01 펜실베이니아 제34선거구 상원의원
- 1987.01 ~ 1995.01 제27대 펜실베이니아 부지사
- 1993.06 ~ 1993.12 펜실베이니아 주지사 권한대행
- 1995.06 ~ 1997.12 펜실베이니아 민주당 의장

## 역대 선거 결과
| 선거명      | 직책명                         | 대수 | 정당   | 득표율 | 득표수      | 결과 | 당락                     |
| ----------- | ------------------------------ | ---- | ------ | ------ | ----------- | ---- | ------------------------ |
| 1980년 선거 | 상원의원 (펜실베이니아 제34부) | -대  | 민주당 | 0%     | 표          | 1위  | 펜실베이니아 주의원 당선 |
| 1984년 선거 | 상원의원 (펜실베이니아 제34부) | -대  | 민주당 | 0%     | 표          | 1위  | 펜실베이니아 주의원 당선 |
| 1986년 선거 | 펜실베이니아 부지사            | 27대 | 민주당 | 50.69% | 1,717,484표 | 1위  | 펜실베이니아 부지사 당선 |
| 1990년 선거 | 펜실베이니아 부지사            | 27대 | 민주당 | 67.65% | 2,065,244표 | 1위  | 펜실베이니아 부지사 당선 |
| 1994년 선거 | 펜실베이니아 주지사            | 43대 | 민주당 | 39.89% | 1,430,099표 | 2위  | 낙선                     |

| 전임 루이스 코퍼스미스 | 상원의원 (펜실베이니아 제34부) 1981년 1월 6일 ~ 1987년 1월 20일 | 후임 윌리엄 스튜어트 |

| 전임 윌리엄 스크랜턴 3세 | 제27대 펜실베이니아 부지사 1987년 1월 20일 ~ 1995년 1월 17일 | 후임 마크 슈바이커 |

| 전임 밥 케이시 시니어 | 펜실베이니아 주지사 권한대행 1993년 6월 14일 ~ 1993년 12월 13일 | 후임 밥 케이시 시니어 |

| 전임 린다 로즈 | 펜실베이니아 민주당 의장 1993년 6월 3일 ~ 1997년 12월 31일 | 후임 크리스틴 타탈리온 |